# Сєдих Віктор Васильович
Сєдих Віктор Васильович (нар. 5 листопада 1951, Харків) ― український бібліотекознавець, вчений-каталогознавець, кандидат педагогічних наук (1988), доцент (1991), викладач Харківської державної академії культури (1974—2022).

## Життєпис
У 1972 році закінчив бібліотечний факультет Харківського державного інституту культури за спеціальністю «Бібліотекознавство і бібліографія», отримавши кваліфікацію бібліотекаря-бібліографа вищої категорії .
Професійну діяльність розпочав на посаді головного бібліотекаря з координації Одеської обласної наукової бібліотеки імені В. І. Леніна (1972—1973). Згодом працював у Книжковій палаті УРСР, де обіймав посаду старшого бібліографа. У 1973—1974 роках проходив строкову військову службу у лавах Збройних сил, після завершення якої ненадовго повернувся до роботи в Книжковій палаті.
З листопада 1974 року працював викладачем кафедри бібліотечних фондів і каталогів Харківського державного інституту культури. У 1976—1977 роках обіймав посаду завідувача організаційно-методичного відділу Слободзейської централізованої бібліотечної системи (Молдавська РСР).
У серпні 1977 року повернувся до Харкова на кафедру бібліотечних фондів і каталогів, де працював викладачем.
1979 року вступив до аспірантури Московського державного інституту культури, яку завершив у 1982 році. Під час навчання підготував дисертацію на тему «Каталоги і картотеки централізованої бібліотечної системи: властивості, структура і шляхи вдосконалення». 1988 року захистив кандидатську дисертацію та здобув науковий ступінь кандидата педагогічних наук.
У 1987—1991 роках обіймав посаду завідувача кафедри бібліотечних фондів і каталогів Харківському державному інституті культури. У 1991 році здобув звання доцента кафедри.
У 1993—1997 роках працював заступником декана бібліотечного факультету .

## Творчий доробок
В. В. Сєдих є ініціатором розроблення і впровадження численних навчальних курсів для студентів бібліотечного факультету, серед яких: «Бібліотечні каталоги», «Каталогізація технічної літератури», «Організація каталогізаційних робіт у бібліотеці», «Формування фондів і обслуговування читачів», «Каталогізація документів у бібліотеках різних типів», «Аналітико-синтетична обробка документів», «Бібліотечно-інформаційні пошукові системи», «Документальне забезпечення управління», «Формування фондів та каталогів окремих видів документів», «Індексування документів», «Документні класифікаційні системи» та «Історія бібліотечної справи в Україні».
Сєдих є автором близько 100 наукових і навчально-методичних видань. Провідне місце у його дослідженнях займають проблеми каталогізації, включно з теорією та історією системи каталогів і зведених каталогів бібліотек України, популяризацією бібліотечних каталогів, а також новітніми формами каталогізації. У співпраці з іншими науковцями він підготував навчальний посібник «Бібліотечні каталоги як інформаційно-пошукові системи» (Харків, 2003).
Особливе місце у науковій діяльності Сєдих займають дослідження з історії бібліотечної справи в Україні, що стали основою для створення навчального посібника «Історія бібліотечної справи в Україні» (Харків, 2013). Його праці також присвячені аналізу діяльності видатних представників Харківської бібліотечної школи, таких як Є. П. Тамм, Б. О. Борович, Д. І. Багалій, Н. Я. Фрідьєва, Л. Б. Хавкіна, А. А. Ашукін, В. Т. Витяжков, Є. І. Шамурін, та їхньому внеску у формування цієї школи.
Свої наукові здобутки Сєдих регулярно представляв на наукових і науково-практичних конференціях. Він був членом Спеціалізованої вченої ради Харківської державної академії культури із захисту кандидатських дисертацій з книгознавства, бібліотекознавства та бібліографознавства.
Протягом викладацької кар'єри В. В. Сєдих підготував велику кількість висококваліфікованих фахівців бібліотечної справи. У серпні 2022 року він завершив викладацьку діяльність, вийшовши на пенсію, однак продовжує займатися науковими дослідженнями в Харківській державній науковій бібліотеці ім. В. Г. Короленка.

## Праці
- Сєдих В. В. Історичні етапи розвитку системи каталогів ЦБС // Бібліотекознавство і бібліографія: респ. міжвід. наук.-метод. зб. / Харків. держ. ін-т культури. Харків, 1984. Вип. 24. С. 63–67.

- Сєдих В. В., Кушнаренко Н. М. Становлення та розвиток українознавчих фондів у бібліотеках України // Культура України: зб. ст. / Харків. держ. ін-т культури. Харків, 1996. Вип. 3. С. 167—176.

- Сєдих В. В., Удалова В. К., Терентьєва Г. П. Бібліотечні каталоги як інформаційно-пошукові системи: навч. посіб. / [наук. ред. H. М. Кушнаренко] ; Харків. держ. акад. культури. Харків, 2003. 192 с.

- Документні класифікаційні системи: програма та навч.-метод. матеріали до курсу / М-во культури і мистецтв України, Харків. держ. акад. культури. Каф. книгознавства та фондознавства ; [уклад.: В. В. Сєдих, В. К. Удалова]. Харків: ХДАК, 2004. 28 с.

- Сєдих В. В. Народні бібліотеки України на зламі ХІХ–ХХ ст. // Короленківські читання — 2004 : матеріали наук.-практ. конф. ХДНБ, 8 жовт. 2004 р. / М-во культури і мистецтв України, Харків. держ. наук. б-ка ім. В. Г. Короленка. Харків, 2004. С. 24–42.

- Аналітико-синтетична обробка документів: програма курсу / М-во культури і мистецтв України, Харків. держ. акад. культури. Каф. книгознавства та фондознавства ; [уклад.: Н. М. Кушнаренко, В. В. Сєдих]. Харків: ХДАК, 2005. 21 с.

- Сєдих В. В. Документні класифікаційні системи: конспект лекцій / М-во культури і туризму України, Харків. держ. акад. культури. Каф. книгознавства та фондознавства. Харків: ХДАК, 2005. 64 с.

- Сєдих В. В., Кондратенко О. О., Щербініна О. П. Корпоративна каталогізація в Україні: досягнення і перспективи // Короленківські читання — 2005 : матеріали наук.-практ. конф. ХДНБ, 7 жовт. 2005 р. / Харків. держ наук. б-ка ім. В. Г. Короленка. Харків, 2005. С. 110—118.

- Історія бібліотечної справи: метод. матеріали до семінар. занять / М-во культури і туризму України, Харків. держ. акад. культури. Каф. книгознавства та фондознавства ; [уклад. В. В. Сєдих]. Харків: ХДАК, 2006. 17 с.

- З книжкової колекції Леся Курбаса: каталог. 2-ге вид., випр. і допов. / Харків. держ. акад. культури ; уклад.: С. І. Гордєєв, В. В. Сєдих, І. М. Фоменко ; за ред. С. І. Гордєєва. Харків: ХДАК, 2007. 124 с.

- Сєдих В. В., Щербініна О. П. Внесок Д. І. Багалія у становлення й розвиток Харківської бібліотечної школи // Багаліївський збірник. Академік Д. І. Багалій та бібліотечна справа України: наук. ст. та матеріали / М-во культури і туризму України, Харків. держ. наук. б-ка ім. В. Г. Короленка. Харків, 2008. С. 18–26.

- Сєдих В. В., Щербініна О. П. Д. І. Багалій та Харківська громадська бібліотека: каталогознавчий аспект // Багаліївський збірник. Академік Д. І. Багалій та бібліотечна справа України: наук. ст. та матеріали / М-во культури і туризму України, Харків. держ. наук. б-ка ім. В. Г. Короленка. Харків, 2008. С. 47–55.

- Сєдих В. В. Бібліотечне життя Харкова в 1920–1980-х рр. // Соціальні комунікації в стратегіях формування суспільства знань: матеріали міжнар. наук. конф., 26–27 лют. 2009 р. / М-во культури і туризму України, Харків. держ. акад. культури, Акад. мистецтв України, Ін-т культурології. Харків, 2009. Ч. 2. С. 133—136.

- Сєдих В., Березюк Н. Василь Якович Джуньковський ― перший каталогознавець в Україні // Вісн. Кн. палати. 2009. № 3. С. 49–51.

- Васильченко М., Сєдих В., Тамм (Янович) Н. Український бібліотекознавець і педагог Євген Петрович Тамм // Вісн. Кн. палати. 2009. № 5. С. 38–41.

- Бібліотечні інформаційно-пошукові системи: програма та навч.-метод. матеріали до курсу для студентів спец. «Книгознавство, бібліотекознавство і бібліографознавство» / М-во культури і туризму України, Харків. держ. акад. культури. Каф. книгознавства та фондознавства ; [уклад. В. В. Сєдих]. Харків: ХДАК, 2010. 49 с.

- Сєдих В. В. Внесок викладачів ХДАК у розвиток бібліотечного каталогознавства // Вісн. Харків. держ. акад. культури: зб. наук. пр. Харків, 2011. Вип. 34. С. 107—120.

- Сєдих В. В. Харківська державна наукова бібліотека ім. В. Г. Короленка: внесок у бібліотечну справу України ХХ ст. // Від ХІХ до ХХ століття: трансформація бібліотек у контексті розвитку суспільства: матеріали Міжнар. наук.-практ. конф., Харків, 12–14 жовт. 2011 р. До 125-річчя Харків. держ. наук. б-ки ім. В. Г. Короленка / М-во культури України, Харків. держ. наук. б-ка ім. В. Г. Короленка. Харків, 2011. С. 18–31.

- Сєдих В. В., Щербініна О. П. Харківська бібліотечна школа: зародження, становлення та розвиток у 1920–1980-х роках // Українське бібліотекознавство в історичному вимірі: до 140-річчя від дня народж. Л. Б. Хавкіної: за матеріалами Міжнар. наук. читань з нагоди 105-річниці відділу бібліотекознавства / М-во культури України, Харків. держ. наук. б-ка ім. В. Г. Короленка. Харків, 2012. С. 12–22.

- Сєдих В. В. Історія бібліотечної справи в Україні: навч. посіб. / [наук. ред. Н. М. Кушнаренко] ; М-во культури України, Харків. держ. акад. культури. Харків: ХДАК, 2013. 212 с.

- Сєдих В. Харківська еліта в бібліотечному просторі: 1885—1918 // Вісн. Кн. палати. 2018. № 5. C. 10–11. Рец. на кн.: Шалыганова А. Л. Правление Харьковской общественной библиотеки, 1885—1918 : биобиблиогр. словарь. Харьков: Федорко, 2016. 326 с.

- Сєдих В., Давидова І. Бібліографічна спадщина науковців Харківського університету // Вісн. Кн. палати. 2018. № 6. C. 15–16. Рец. на кн.: Березюк Н. М. Вчений і бібліографія (XIX — середина ХХ століття). Нариси. Бібліографія бібліографії. Харків, 2018. 205 с. (Серія: Видатні постаті в історії Харківського національного університету ім. В. Н. Каразіна).

- Сєдих В. Бібліотеки комітетів піклування народною тверезістю як особливий тип народних бібліотек кінця ХІХ–початку ХХ ст. // Укр. журн. з бібліотекознавства та інформ. наук. 2019. Вип. 3. С.44–45.

- Фундатори Харківської бібліотечної науково-освітньої школи: колективна монографія (до 90-річчя ХДАК) / за наук. ред. А. А. Соляник ; авт. кол.: В. М. Шейко, Н. М. Кушнаренко, І. О. Давидова, І. В. Зборовець, В. В. Сєдих та ін. Харків: ХДАК, 2019. 76 c.

- Сєдих В., Соляник А. Олександр Стогній ― знаний професіонал-дослідник і педагог: нотатки про друга, представника Харківської бібліотекознавчої школи // Бібл. форум: історія, теорія і практика. 2023. № 4. С. 58–61.

- Сєдих В. Життя і доля Б. О. Боровича: до 140-річчя з дня народження видатного українського бібліотекознавця [Електронний ресурс] / // Культурологія та соціальні комунікації: інноваційні стратегії розвитку: матеріали міжнар. наук. конф. (22–23 листоп. 2023). У 2 ч. / Харків. держ. акад. культури, Нац. акад. мистецтв України. Електрон. дані. Харків, 2023. Ч. 1. С. 198—199. URL: http://rio-khsac.in.ua/konfer.html.

- Сєдих В., Коржик Н. Шлях до вершин: до ювілею професорки А. А. Соляник // Бібл. форум: історія, теорія і практика. 2024. № 2. С. 58–62.